# (20188) 1997 AC18
(20188) 1997 AC18 è un asteroide della fascia principale. Scoperto nel 1997, presenta un'orbita caratterizzata da un semiasse maggiore pari a 2,5932286 UA e da un'eccentricità di 0,0953450, inclinata di 8,62391° rispetto all'eclittica.
L'asteroide era stato battezzato 20188 Chelyabinsk, ma la denominazione è stata successivamente abrogata e assegnata a 21088 Chelyabinsk.